# Orderías (Somiedo)
Orderías (oficialmente en asturiano: Orderias) es una entidad de población española del municipio de Somiedo, perteneciente a la comunidad autónoma del Principado de Asturias.

## Historia
A mediados del siglo XIX, el lugar, ya por entonces perteneciente a la parroquia de Las Morteras y al ayuntamiento de Somiedo, tenía contabilizada una población de 177 habitantes. Aparece descrito en el decimosegundo volumen del Diccionario geográfico-estadístico-histórico de España y sus posesiones de Ultramar de Pascual Madoz de la siguiente manera:

ORDERIAS: l. en la prov. de Oviedo, ayunt. de Somiedo y felig. de San Estéban de las Morteras (V.). pobl.: 35 vec., 177 almas.
(Madoz, 1849, p. 299)

En la Enciclopedia universal ilustrada europeo-americana (1919) aparece mencionada como un lugar del municipio de Somiedo. En 2023, la entidad singular de población de Orderías tenía empadronados 15 habitantes.